# Número cortés

Una tabla de Young representando visualmente una descomposición cortés del número 15 = 4 + 5 + 6

En teoría de números, un número cortés (del inglés polite number) es un número natural que se puede escribir como la suma de dos o más enteros positivos consecutivos. Aquellos números enteros positivos que no cumplen esta condición se denominan descorteses. Los números descorteses son únicamente las potencias de dos, y los números corteses son los números naturales que no son potencias de dos.
Los números corteses también se han llamado números de escalera debido a que la tabla de Young que representa gráficamente la partición de un número cortés en números enteros consecutivos (al estilo francés de dibujar estos diagramas) se parece a una escalera. Si todos los números de la suma son estrictamente mayores que uno, los números así formados también se denominan números trapezoidales porque representan patrones de puntos dispuestos en un trapecio.
El problema de representar números como sumas de enteros consecutivos y de contar el número de representaciones de este tipo fue estudiado por Sylvester, Mason, Leveque, y muchos otros autores más recientes.

## Ejemplos y caracterización
Los primeros números corteses son
3, 5, 6, 7, 9, 10, 11, 12, 13, 14, 15, 17, 18, 19, 20, 21, 22, 23, 24, 25, 26, 27, 28, 29, 30 , 31, 33, 34, 35, 36, 37, 38, 39, 40, 41, 42, 43, 44, 45, 46, 47, 48, 49, 50, ... (sucesión A138591 en OEIS).
Los números descorteses son únicamente las potencias de dos. Se deduce del teorema de Lambek-Moser que el n número educado es f(n + 1), donde
{\displaystyle f(n)=n+\left\lfloor \log _{2}\left(n+\log _{2}n\right)\right\rfloor .}

## Cortesía
La cortesía de un número positivo se define como la cantidad de formas en que se puede expresar como la suma de números enteros consecutivos. Por cada x, la cortesía de x es igual al número de divisores impares de x que son mayores que uno.
La cortesía de los números 0, 1, 2, 3, ... es
0, 0, 0, 1, 0, 1, 1, 1, 0, 2, 1, 1, 1, 1, 1, 3, 0, 1, 2, 1, 1, 3, ... (sucesión A069283 en OEIS).
Por ejemplo, la cortesía de 9 es 2 porque tiene dos divisores impares, 3 y él mismo, y dos representaciones de cortesía.
9 = 2 + 3 + 4 = 4 + 5;
la cortesía de 15 es 3 porque tiene tres divisores impares, 3, 5 y 15, y (como es familiar para los jugadores de cribbage) tres representaciones de cortesía
15 = 4 + 5 + 6 = 1 + 2 + 3 + 4 + 5 = 7 + 8.
Una forma fácil de calcular la cortesía de un número positivo es: descomponer el número en sus factores primos; tomar las potencias de cada uno de sus factores primos mayores que 2 y sumarle 1 a cada una de ellas; multiplicar los números así obtenidos entre sí; y por último, restar 1 al resultado así obtenido. Por ejemplo, 90 tiene cortesía 5 porque {\displaystyle 90=2\times 3^{2}\times 5^{1}}; las potencias de 3 y de 5 son respectivamente 2 y 1, y por lo tanto, aplicando este método se obtiene que: {\displaystyle {\text{cortesía de }}90=(2+1)\times (1+1)-1=5}.

## Construcción de representaciones corteses a partir de divisores impares
Para ver la conexión entre divisores impares y representaciones de cortesía, supóngase que un número x tiene el divisor impar y > 1. Entonces y enteros consecutivos centrados en x/y (de modo que su valor promedio sea x/y) tienen x como su suma:
{\displaystyle x=\sum _{i={\frac {x}{y}}-{\frac {y-1}{2}}}^{{\frac {x}{y}}+{\frac {y-1}{2}}}i.}
Algunos de los términos de esta suma pueden ser cero o negativos. Sin embargo, si un término es cero, se puede omitir y se pueden usar términos negativos para cancelar los positivos, lo que da lugar a una representación cortés de x. El requisito de que y > 1 corresponde al requisito de que una representación cortés tenga más de un término; aplicar la misma construcción para y = 1 solo conduciría a la representación trivial de un término x = x.
Por ejemplo, el número cortés x = 14 tiene un único divisor impar no trivial, 7. Por lo tanto, es la suma de 7 números consecutivos centrados en 14/7 = 2:
14 = (2 − 3) + (2 − 2) + (2 − 1) + 2 + (2 + 1) + (2 + 2) + (2 + 3).
El primer término, −1, cancela un +1 posterior, y el segundo término, cero, se puede omitir, lo que lleva a la representación cortés
14 = 2 + (2 + 1) + (2 + 2) + (2 + 3) = 2 + 3 + 4 + 5.
Por el contrario, toda representación cortés de x puede formarse a partir de esta construcción. Si una representación tiene un número impar de términos, x/ y  es el término medio, mientras que si tiene un número par de términos y su valor mínimo es m puede extenderse en una forma única de obtener una secuencia más larga con la misma suma y un número impar de términos, al incluir los números 2m − 1−(m − 1), −(m − 2), ..., −1, 0, 1, ..., m − 2, m − 1.
Después de esta extensión, nuevamente, x/y es el término medio. Mediante esta construcción, las representaciones corteses de un número y sus divisores impares mayores que uno se pueden colocar en una correspondencia uno a uno, dando una demostración biyectiva de la caracterización de números corteses y cortesía. De manera más general, la misma idea da una correspondencia de dos a uno entre, por un lado, las representaciones como una suma de números enteros consecutivos (permitiendo cero, números negativos y representaciones de un solo término), y por otro lado, divisores impares (incluyendo 1).
Otra generalización de este resultado establece que para cualquier n, el número de particiones de n en números impares que tienen k valores distintos es igual al número de particiones de n en distintos números que tienen como máximo k series de números consecutivos.
En este caso, una ejecución es uno o más valores consecutivos, de modo que el siguiente valor consecutivo más grande y el siguiente más pequeño no forman parte de la partición; por ejemplo, la partición 10 = 1 + 4 + 5 tiene dos series, 1 y 4 + 5.
Una representación cortés posee una sola serie, y una partición con un valor d es equivalente a una factorización de n como el producto d⋅(n/d), por lo que el caso especial k = 1 de este resultado establece nuevamente la equivalencia entre representaciones corteses y factores impares (incluida en este caso la representación trivial n = n y el factor impar trivial 1).

## Números trapezoidales
Si una representación cortés comienza con 1, el número así representado es un número triangular
{\displaystyle T_{n}={\frac {n(n+1)}{2}}=1+2+\cdots +n.}
De manera más general, es la diferencia de dos números triangulares no consecutivos {\displaystyle (j>i\geq 1):}
{\displaystyle i+(i+1)+(i+2)+\cdots +j=T_{j}-T_{i-1}.}
En cualquier caso, se denomina número trapezoidal. Es decir, los números corteses son simplemente números trapezoidales. También se pueden considerar números corteses cuyas únicas representaciones corteses comienzan con 1. Los únicos de estos números son los números triangulares con un solo divisor impar no trivial, porque para estos números, de acuerdo con la biyección descrita anteriormente, el divisor impar corresponde a la representación triangular y no puede haber otras representaciones corteses. Por lo tanto, los números corteses cuya única representación cortés comience con 1 deben tener la forma de una potencia de dos multiplicada por un primo impar. Como observaron Jones y Lord, hay exactamente dos tipos de números triangulares con esta forma:
1. El número perfecto par 2n − 1 (2n − 1) formado por el producto de un número primo de Mersenne 2n − 1 por la mitad de la potencia de dos más cercana, y
2. Los productos 2n − 1 (2n + 1) de un número de Fermat 2n + 1 por la mitad de la potencia más cercana de dos.

(sucesión A068195 en OEIS). Por ejemplo, el número perfecto 28 = 23 − 1 (23 − 1) y el número 136 = 24 − 1 (24 + 1) son ambos este tipo de número cortés. Se conjetura que hay infinitos números primos de Mersenne, en cuyo caso también hay infinitos números corteses de este tipo.